# Vielle-Soubiran

Vielle-Soubiran este o comună în departamentul Landes din sud-vestul Franței. În 2009 avea o populație de 246 de locuitori.

## Evoluția populației
| An        | 1975 | 1982 | 1990 | 1999 | 2006 | 2009 |
| --------- | ---- | ---- | ---- | ---- | ---- | ---- |
| Populație | 216  | 219  | 208  | 197  | 234  | 246  |